# Life (木根尚登のアルバム)
『Life』（ライフ）は、2005年10月26日にリリースされた木根尚登4枚目のフル・アルバム。 発売元はよしもとミュージック。

## 概要
『The Beginning Place〜始まりの場所〜』以来、実に7年ぶりのフルアルバム。
初回限定盤と通常盤の2形態でリリース。
木根が提供した日置明子、渡辺美里の他、井上陽水の「帰れない二人」のカバーも収録。
本作の歌詞カードには、木根のメッセージが記載。
本作からプロデュースに中村修司が参加。

## 収録曲
| 全編曲: 中村修司。 |                               |                      |                      |                                  |       |
| #                  | タイトル                      | 作詞                 | 作曲                 | 備考                             | 時間  |
| 1.                 | 「ONE NEW AND NEW DAY」       | 木根尚登             | 木根尚登             |                                  | 4:00  |
| 2.                 | 「君からのエアメール」        | 木根尚登             | 木根尚登             |                                  | 5:06  |
| 3.                 | 「Clover」                    | 日置明子             | 木根尚登             | 日置明子への提供曲のセルフカバー | 4:46  |
| 4.                 | 「I Say Good Morning」        | 木根尚登             | 木根尚登             |                                  | 5:05  |
| 5.                 | 「MY BEST FRIEND(album mix)」 | 木根尚登             | 木根尚登             |                                  | 5:25  |
| 6.                 | 「i」                         | 木根尚登             | 木根尚登             |                                  | 4:47  |
| 7.                 | 「Hello Mr.Alone」            | 木根尚登             | 木根尚登             |                                  | 5:10  |
| 8.                 | 「空につづくロマンティック」  | 木根尚登             | 木根尚登             |                                  | 4:07  |
| 9.                 | 「6月6日」                    | 木根尚登             | 木根尚登             |                                  | 4:06  |
| 10.                | 「帰れない二人」              | 井上陽水・忌野清志郎 | 井上陽水・忌野清志郎 | 井上陽水のカバー                 | 5:37  |
| 11.                | 「こぶし」                    | 渡辺美里             | 木根尚登             | 渡辺美里への提供曲のセルフカバー | 4:04  |
| 合計時間:          | 合計時間:                     | 合計時間:            | 合計時間:            | 合計時間:                        | 52:13 |

## クレジット

### レコーディングメンバー
全曲
- 木根尚登: Vocals
- 中村修司: All Other Instruments, Chorus

ONE NEW AND NEW DAY
- 田中直樹: Programming & Keyboards
- 佐藤真吾: Programming & Keyboards
- 山田直樹: Mixed
- 岡村弦: Recorded

君からのエアメール
- 田中直樹: Programming & Keyboards
- 井上うに: Mixed
- 岡村弦: Recorded

Clover
- 田中直樹: Programming & Keyboards
- YOKAN: Horn
- 山田直樹: Mixed
- 岡村弦: Recorded

I Say Good Morning
- 田中直樹: Guitar
- 佐藤真吾: Programming & Keyboards
- 吉田太郎: Drums
- 岡村弦: Mixed, Recorded
- 香椎茂樹: Recorded

MY BEST FRIEND(album mix)
- 佐藤真吾: Programming & Keyboards, Piano
- 楠均: Drums
- 井上うに: Mixed
- 香椎茂樹: Recorded

i
- 斎藤有太: Piano
- 山田直樹: Mixed
- 岡村弦: Recorded

Hello Mr.Alone
- 田中直樹: Programming & Keyboards
- 矢野まき: Whistle
- 山田直樹: Mixed
- 岡村弦: Recorded

空につづくロマンティック
- 田中直樹: Programming & Keyboards
- 佐藤真吾: Programming & Keyboards, Piano
- 吉田太郎: Drums
- 山田直樹: Mixed
- 香椎茂樹: Recorded
- 岡村弦: Recorded

6月6日
- 岡村弦: Mixed, Recorded

帰れない二人
- 田中直樹: Programming & Keyboards
- 佐藤真吾: Programming & Keyboards
- 山田直樹: Mixed
- 岡村弦: Recorded

こぶし
- 田中直樹: Programming & Keyboards
- 土井孝幸: Wood Bass
- 井上うに: Mixed
- 岡村弦: Recorded

### スタッフ
- Produced: 木根尚登, 中村修司
- Mastered: 小泉由香
- Art Direction, Design: 田中勤郎
- Photograph: 谷口尋彦
- A&R: 和泉かな
- Executive Produced: 橋爪健康